# Zhoushan-Inseln
Die Zhoushan-Inseln (chin. 舟山群岛) liegen in der südostchinesischen Provinz Zhejiang, östlich der Hangzhou-Bucht im Nordosten Zhejiangs und in der Nähe von Shanghai. Auf einer Fläche von 1.440 Quadratkilometern leben 985.000 Menschen (2003).
Die Zhoushan-Inseln bilden die bezirksfreie Stadt Zhoushan (舟山市).

## Inseln
Die Inselgruppe Zhoushan ist die größte Inselgruppe Chinas. 103 Inseln sind bewohnt, von denen nur 15 eine Bevölkerungszahl von über 10.000 haben. Diese stärker besiedelten Inseln liegen überwiegend im Süden und sind nicht weit voneinander entfernt. 58 Inseln sind größer als ein Quadratkilometer und machen insgesamt 96,9 % der Gesamtfläche der Inselgruppe aus.

Einige dieser größeren Inseln sind:
| - Zhoushan (舟山岛) (die Hauptinsel) - Daishan (岱山岛) - Zhujiajian (朱家尖岛) - Liuheng (六横岛) - Jintang (金塘岛) - Taohua (桃花岛) - Putuo Shan (普陀山) - Cezi (册子岛) - Xiushan (秀山岛) - Maji Shan (马迹山) | - Fodu (佛渡岛) - Aoshan (岙山) - Shengshan (嵊山岛) - Da Yang Shan (大洋山) (Teil des Tiefwasserhafens Yangshan) - Xiao Yang Shan (小洋山) (Teil des Tiefwasserhafens Yangshan) - Sijiao Shan (泗礁山) - Changzhi (长峙岛) - Da Changtu Shan (大长涂山) - Xiao Changtu Shan (小长涂山) - Changbai (长白岛) |

## Geschichte
Die Inselgruppe ist seit 6000 Jahren bewohnt. Sie wurde früher Yongdong (涌东) genannt und gehörte zu dem Staat Yue.
Im Jahr 863 errichteten die japanischen Mönche Hui'e (慧锷) und Zhang-shi (张氏) eine Statue von Guanyin bei der Chaoying-Höhle (潮音洞) auf Putuoshan. Dieser Ort wurde später eine berühmte Touristenattraktion. 
Während der Ming-Dynastie wurde Zhoushan von den Japanern besetzt und diente als wichtiger Handelsstützpunkt.
Im Ersten Opiumkrieg (1840 und 1841) eroberte Großbritannien die Inselgruppe. Sie wurde erst 1846 zurückgegeben und diente bis dahin als Garantie für die Erfüllung der Vereinbarungen vom Frieden von Nanjing. Sie wurde 1860 während des Zweiten Opiumkrieges wieder von den Briten besetzt. 
1862 versuchte Wang Yijun (王义钧), der ein Anhänger des Taiping-Aufstandes war, Zhoushan zu erobern, verlor aber gegen die Qing-Armee und fiel in der Schlacht. 
Sun Yat-sen besuchte Zhoushan am 25. August 1916. 
Im Zweiten Weltkrieg wurde Zhoushan von den Japanern besetzt. Am 1. Oktober 1942 sollte das japanische Schiff Lisbon Maru (里斯本丸) 1800 Kriegsgefangene nach Tokio bringen, wurde aber in der Nähe der Insel Qingbing (青浜) von einem U-Boot versenkt. Fischer aus der Gemeinde Dongji (d东极乡) retteten 384 britische Kriegsgefangene. 